# Kalograía
Kalograía är en ort i Cypern.   Den ligger i distriktet Eparchía Kerýneias, i den nordöstra delen av landet, 30 km nordost om huvudstaden Nicosia. Kalograía ligger 83 meter över havet och antalet invånare är 393. Den ligger på ön Cypern.
Terrängen runt Kalograía är kuperad söderut, men norrut är den platt. Havet är nära Kalograía norrut. Trakten runt Kalograía är ganska glesbefolkad, med 25 invånare per kvadratkilometer. Närmaste större samhälle är Ágios Amvrósios, 4,3 km väster om Kalograía. Trakten runt Kalograía är i huvudsak ett öppet busklandskap.